# Can Prunera

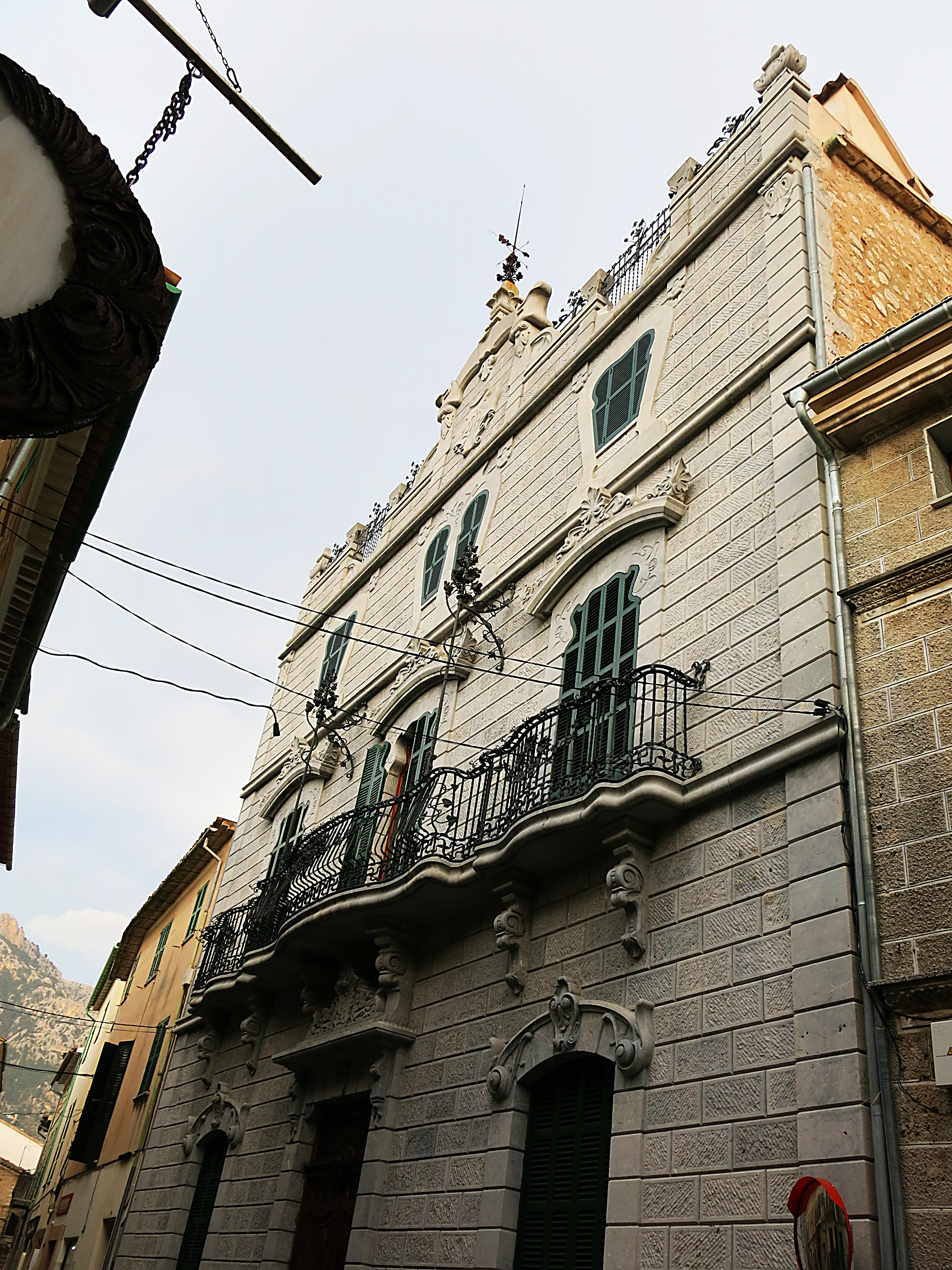
Can Prunera

Museu modernista Can Prunera ist ein Museum für die Kunst des Jugendstils in der Gemeinde Sóller auf der Baleareninsel Mallorca.
Das von der Stiftung Fundació Tren de l’Art (Stiftung der Eisenbahngesellschaft Ferrocarril de Sóller) unterhaltene Museum wurde Ende August 2009 nach umfangreichen Restaurierungsarbeiten am Gebäude eröffnet und befindet sich in der 1909 bis 1911 erbauten Jugendstil-Villa Can Prunera der ehemaligen Textilfabrik von Sóller.
Die Kunstbestände des Museums umfassen verschiedene Epochen, Ausdrucksformen und Stilrichtungen der Kunstgeschichte. Der Rundgang durch die Ausstellung zeigt Jugendstilmalerei aus dem ersten Drittel des 20. Jahrhunderts, unter anderem mit Landschaftsbildern von Rusiñol, Sureda oder Meifrén. Zu sehen sind auch Werke von Picasso, Joan Miró, Munch, Juan Gris, Magritte, Man Ray, Lucio Fontana, Openheim, Vostell, Penck, Rebecca Horn und Calatrava.
Die ausgestellten Werke sind im Besitz der 2006 gegründeten Stiftung Fundació Tren de l’Art und der Kunstsammlung Coŀlecció d’Art Serra.

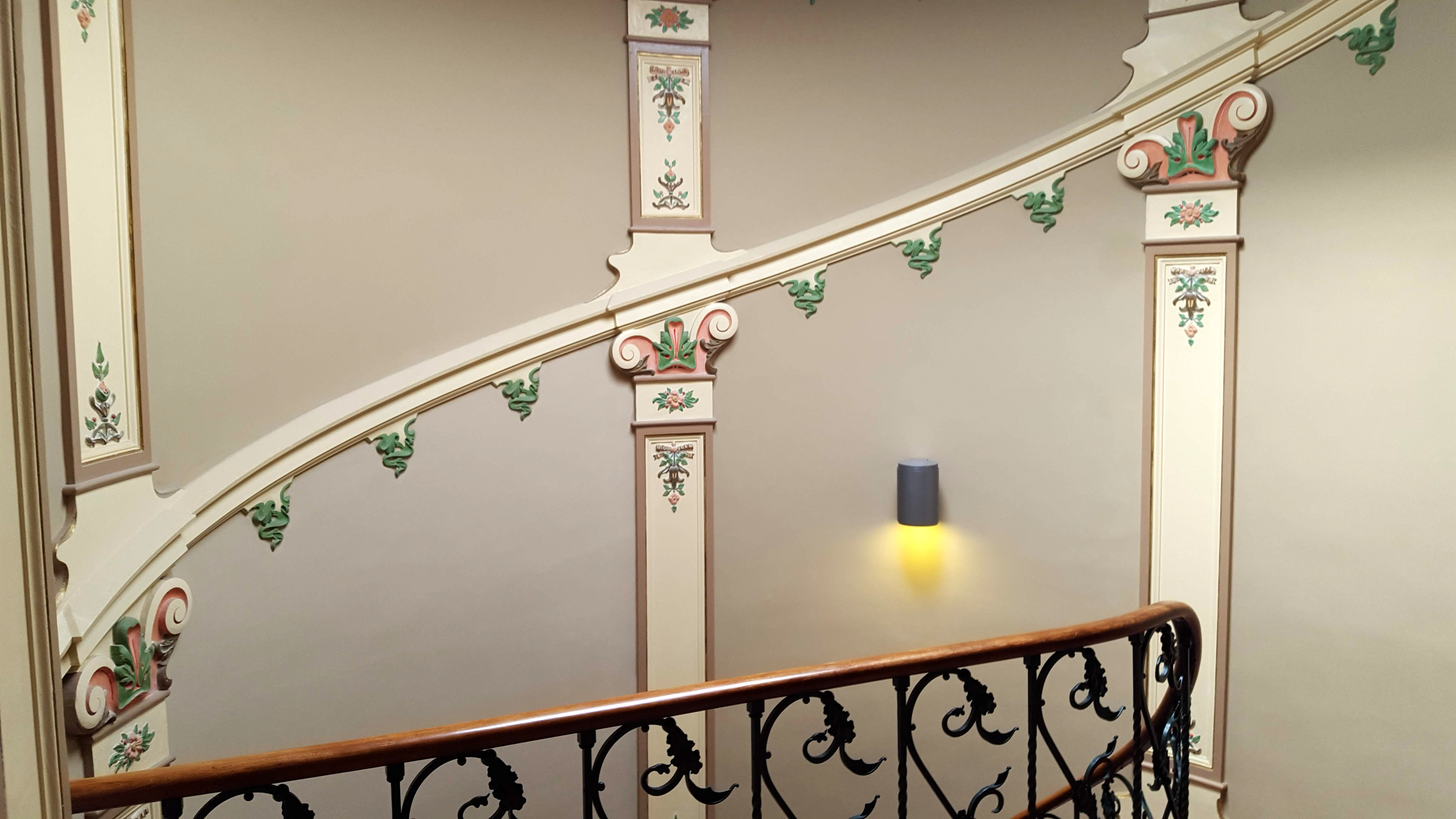
Treppenhaus

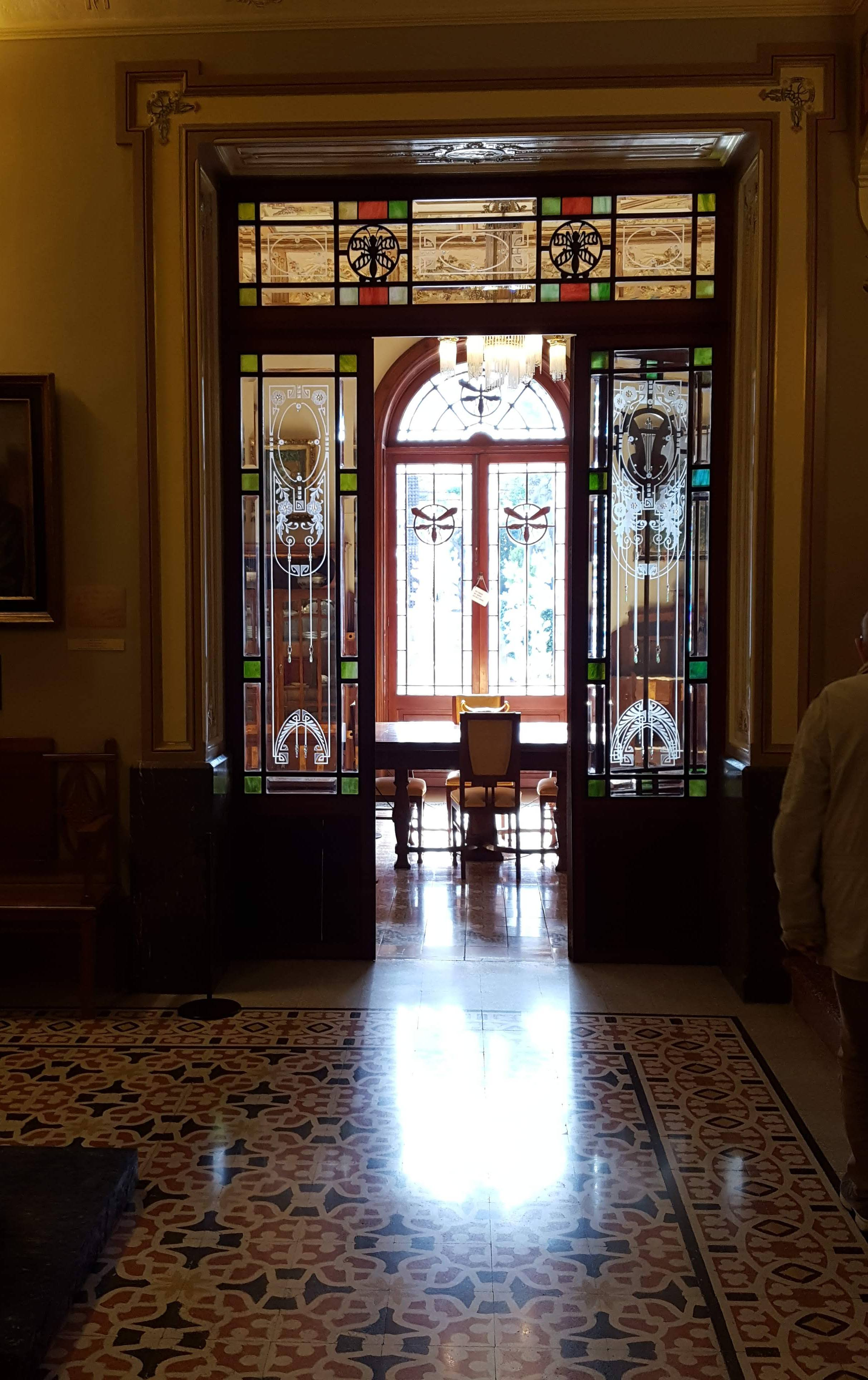
Eingangshalle, Can Prunera (Sóller, Mallorca)